# Svatoslav u Tišnova
Svatoslav (deutsch Swatoslau) ist eine Gemeinde in Tschechien. Sie liegt sechs Kilometer östlich von Velká Bíteš und gehört zum Okres Brno-venkov.

## Geographie
Svatoslav befindet sich in der Bobravská vrchovina im nördlichen Teil des Naturparks Údolí Bílého potoka. Das Dorf liegt nördlich des Tales des Bílý potok über der Quellmulde des Baches Svatoslavský potok. Nördlich erhebt sich die Pohořilka (477 m), im Südosten die Zadní Hakna (491 m) und im Nordwesten der Kamenný (533 m). Nachbarorte sind Prosatín und Blahoňov im Norden, Deblín im Nordosten, Braníškov im Osten, Maršov, Šmelcovna, Maršovský Mlýn und Javůrecký Mlýn im Südosten, Ve Žlebě, Radoškov und Pavlovcův Mlýn im Süden, Spálený Mlýn, Přibyslavice, Otmarov und Velká Bíteš im Südwesten, Pánovský Mlýn, Rýglovský Mlýn und Křoví im Westen sowie Pánov, Křižínkov und Katov im Nordwesten.

## Geschichte
Es wird angenommen, dass das Dorf zu Beginn des 13. Jahrhunderts im Zuge der deutschen Kolonisation der Gegend von Heynrichs unter Markgraf Vladislav Heinrich angelegt wurde. Erhaltene Flurnamen wie Šrontol, Hakny und Mitrlisy haben ihren Ursprung in der deutschen Sprache. Die erste schriftliche Erwähnung von Svatoslav erfolgte im Jahre 1240, als Wenzel I. das zuvor zur landesherrlichen Burg Veveří gehörige Dorf einschließlich der Feste Pánov und weiteren Gütern dem Kloster Porta Coeli im Austausch gegen Brtnice und Komín überließ. Svatoslav war zu dieser Zeit ein bedeutendes Pfarrdorf und stand weiterhin unter dem Schutz der landesherrlichen Burg Veveří. Während der Hussitenkriege wurde die Gegend in den Jahren 1428 und 1435 zweimal von den Aufständischen heimgesucht. Möglicherweise wurde in dieser Zeit auch Svatoslav zerstört, die Nachbarorte Hainrichsdorff, Radoškov und Přibyslavice lagen danach wüst. Nachfolgend verbreitete sich die Lehre der Böhmischen Brüder. Zum Ende des 15. Jahrhunderts entstand anstelle des alten hölzernen Kirchleins ein gemauerter Kirchenbau mit Turm. Im Urbar der Herrschaft Porta Coeli von 1539 sind für Svatoslav 21 Bauern, 10 Beisassen und ein Müller verzeichnet. Im Jahre 1577 gehörte auch der Pfarrer von Svatoslav den Böhmischen Brüdern an. Zu Beginn des 17. Jahrhunderts erhielt die Kirche wieder einen katholischen Pfarrer; die erste Nachricht darüber stammt von 1617, als der Pfarrer Jeremiáš Kulman nach Výmyslice versetzt wurde. Während der ersten Belagerung Brünns durch die Schweden wurde die Gegend 1642 von schwedischen Truppen heimgesucht, die das gesamte Dorf niederbrannten. Der Propst des Klosters, Arnold Weißkopp, wurde bei seiner Rückkehr aus Znaim bei Svatoslava überfallen und mit zwei Kugeln erschossen, möglicherweise geriet er im Wald bei Pánov in das Gefecht. Die Pfarre erlosch während des Dreißigjährigen Krieges, seit 1649 war Svatoslav an die Pfarre Deutsch Kinitz angeschlossen. Zu Beginn des 18. Jahrhunderts war wieder ein Pfarrer in Svatoslav eingesetzt, nach dem 1711 erfolgten Wegzug des Geistlichen nach Moravské Knínice übernahm wieder der Deutsch Kinitzer Pfarrer die Betreuung. Die Lokalie Svatoslav wurde 1748 zur näher gelegenen Pfarrkirche Deblín umgepfarrt. 1756 erfolgte die Erneuerung der Pfarre Svatoslav. Zu dieser Zeit begann auch der Schulunterricht im Dorf. Am 2. März 1782 wurde das Kloster im Zuge der Josephinischen Reformen durch Kaiser Joseph II. aufgehoben. 1793 bestand das Dorf aus 49 Häusern und hatte 312 Einwohner. 1798 erfolgte der erbliche Verkauf der Herrschaft Porta Coeli an Wilhelm von Mundy. 1821 verkaufte Johann von Mundy die Herrschaft Porta Coeli an Friedrich Schell von Wittinghoff. Ein Ausbruch der Cholera forderte 1836 zahlreiche Opfer, darunter war auch der Pfarrer Martin Krechler. 1839 war Svatoslava auf 67 Häuser, in denen 411 Personen lebten, angewachsen.
Nach der Aufhebung der Patrimonialherrschaften bildete Svatoslava/Svatoslau ab 1850 mit den Ortsteilen Křižínkov und Pánov eine Gemeinde in der Bezirkshauptmannschaft Brünn. Die neue Dorfschule wurde 1856 eingeweiht. 1859 wurde am südlichen Ortsrand ein neuer Friedhof geweiht und der bisherige an der Kirche aufgehoben. 1866 brach erneut die Cholera aus. 1867 lösten sich Křižínkov und Pánov los und bildeten eine eigene Gemeinde. Die Freiwillige Feuerwehr gründete sich 1894 auf Initiative des Bürgermeisters Josef Vala. Im Jahre 1896 wurde Svatoslava der neu gebildeten Bezirkshauptmannschaft Tischnowitz zugeordnet. Die Gemeinde hatte im Jahre 1900 652 Einwohner und bestand aus 103 Wohnhäusern. Zu Beginn des 20. Jahrhunderts wurde der Ortsname in Svatoslav geändert. Beim Zensus von 1921 wurden in Svatoslav 122 Häuser und 682 Einwohner gezählt; die Einwohnerschaft gehörte mit Ausnahme von fünf Ausländern durchweg der tschechischen Volksgruppe an. 1924 lebten in der Gemeinde 659 Menschen. Nach dem Ende des Zweiten Weltkrieges übersiedelten 15 Familien aus Svatoslav in die nord- und südmährischen Grenzgebiete. Nach der Auflösung des Okres Tišnov wurde Svatoslav mit Beginn des Jahres 1961 Teil des Okres Brno-venkov. Ende 1990 hatte die Gemeinde 445 Einwohner. Zur katholischen Pfarre Svatoslav gehören heute die Dörfer Pánov, Radoškov und Svatoslav.

## Gemeindegliederung
Für die Gemeinde Svatoslav sind keine Ortsteile ausgewiesen.

## Sehenswürdigkeiten
- Pfarrkirche Mariä Himmelfahrt, der ursprünglich gotische Bau entstand im 15. Jahrhundert anstelle einer kleinen Holzkirche. Die drei Glocken stammen von 1494, 1495 und 1545.
- Reste von Stollen und weiteren Anlagen des Eisenerzbergbaus im Tal des Bílý potok
- Reste der Feste Pánov
- Kreuzstein im Wald bei Pánov, er erinnert an ein Gefecht während des Dreißigjährigen Krieges
- Naturpark Údolí Bílého potoka

## Söhne und Töchter der Gemeinde
- František Vildomec (1878–1975), Archäologe